# Фурдуев, Вадим Владимирович
Вади́м Влади́мирович Фурду́ев (1903—1972) — советский учёный в области акустики.

## Биография
Родился 28 октября (10 ноября) 1903 года.
В 1931—1941 годах и с 1964 года работал в НИКФИ. С 1932 года преподавал в МЭИС (с 1948 года — профессор). Доктор технических наук (1947). С 1957 года работал в ИФСОАН имени Л. В. Киренского.
Действительный член АСА СССР с 1957 года.

## Научная деятельность
Труды учёного посвящены разработке и совершенствованию электроакустической аппаратуры, вопросам общей теории электроакустических преобразователей вопросам архитектурной акустики применительно к кинотеатрам и другим залам, оборудованным звукоусилением (исследования по корреляционной теории акустического сигнала в закрытых помещениях). Занимался также вопросами работы микрофонов и громкоговорителей в закрытых помещениях и вопросами техники звукоусиления.

## Награды и премии
- Ленинская премия (1962) — за участие в разработке комплексной системы и комплекта акустического и звукотехнического оборудования залов Государственного Кремлёвского дворца.
- Сталинская премия третьей степени (1949) — за создание новой системы воспроизведения звука, обеспечвшей высокое качество звучания при демонстрациях фильмов

## Избранные труды[4]
- Гинзбург З., Фурдуев В. В. Чудеса кино: (Что нужно знать кино-любителю). — М.; Л.: Московский рабочий, 1927. — 83 с. — 4000 экз.
- Фурдуев В. В. Акустика звукового кинопоказа. — М.: Госкиноиздат, 1945. — 112 с. — 5000 экз.
- Фурдуев В. В. Акустические основы вещания: [Учеб. пособие для втузов]. — М.: Связьиздат, 1960. — 320 с. — 11 000 экз.
- Фурдуев В. В. Децибелы без алгебры. — М.: Госкиноиздат, 1938. — 12 с. — (Перепеч. из журн. «Киномеханик». – 1938. – № 2). — 6000 экз.
- Фурдуев В. В. Динамика электроакустического преобразования. — [М.]: тип. «Кр. печатник», [1947]. — 11 с. — (Всесоюз. науч.-техн. о-во радиотехники и электросвязи им. А. П. Попова. Тр. / Секция электроакустики и звукозаписи. – Вып. 5). — 1500 экз.
- Фурдуев В. В. Кино завтра. — М.; Л.: Московский рабочий; Мосполиграф, 1929. — 271 с. — 4000 экз.
- Фурдуев В. В. Паровоз и его соперники. — М.: Новая Москва, 1926. — 76 с. — (Б-ка раб-крест. молодёжи).
- Фурдуев В. В. Реверберация в помещениях, оборудованных амбиофонической системой. — М., 1960. — 19 с.
- Фурдуев В. В. Рекомендации по строительному проектированию кинотеатров. – Вып. 1. — М., 1945.
- Фурдуев В. В. Стереофония и многоканальные звуковые системы. — М.: Энергия, 1973. — 112 с. — (Массовая радиобиблиотека. Вып. 837). — 60 000 экз.
- Фурдуев В. В. Теоремы взаимности в механических, акустических и электромеханических четырёхполюсниках. — М.; Л.: Гостехиздат., 1948. — 92 с. — 4000 экз.
- Фурдуев В. В. Электроакустика. — М.; Л.: тип. «Печат. двор», 1948. — 515 с. — (Физ.-матем. б-ка инженера). — 6000 экз.